# Арондисман
Aрондисман (фр. Arondissement) је административна подела географске зоне или конфедерација земље. Арондисман је управљен од стране центране администрације земње који су распоређени у свакој зони. Администритирање арондисмана помаже Влади како би имала већи поглед над зонама, давајући права синскокрипцији која се окупира за своју регију.

## Арондисмани у свету
Државе које користе арондисмане су Белгија, Бенин, Канада, Конго, Француска, Хаити, Мароко, Сенегал и Швајцарска. Све ове државе имају француски као званичан језик.

## Европа

### Француска
Француски 101 департман је подељен на 342 арондисмана, што се може грубо превести као дистрикти. Главни град арондисмана назива се подпрефектура. Када арондисман садржи префектуру (главни град) департмана, та префектура је главни град арондисмана, која делује као префектура и као подпрефектура. Арондисмани су даље подељени на кантоне и комуне.

#### Општински арондисман
Општински арондисман (фр. arrondissement municipal, изговара се ), је одсек комуне, који се користи у три највећа града: Паризу, Лиону и Марсеју. ОН функционише као још нижа административна подела, са сопственим градоначелником. Иако се обично називају једноставно „арондисманима“, не треба их мешати са департманским арондисманима, који су групације комуна унутар једног департмана. Формални превод је „дистрикт”.

### Белгија
Белгија је федерализована земља која се географски састоји од три региона, од којих су само Фландрија (Флемишки регион) и Валонија (Валонска регија) подељене на по пет провинција; Регион главног града Брисела није нити покрајина нити је њен део.
У Белгији постоје административни, судски и изборни арондисмани. Они се могу или не морају односити на идентична географска подручја.
- 43 административна округа[20] су административни ниво између општина и покрајина.
- Белгија има 12 судских арондисмана.[21][22]
- За изборе за Парламент Валоније, 13 изборних округа (или груписаних арондисмана) се користе као изборни окрузи.
  - До 2002. године, изборни окрузи за Представнички дом били су изборни арондисмани; тренутно су то покрајинске изборне јединице и једна за главни град Брисел.[23][24] Изборни окрузи Брисел-Хале-Вилворд и Лувен су постојали до 2012. године.
  - Изборни арондисмани су такође коришћени за изборе за Фламански парламент, све до 2004. године када су промењени у покрајинске изборне округе.

## Северна Америка

### Хаити
Од 2015. године, десет департмана Хаитија је подељено на 42 округа.